# كلود إي. ويلش
كلود إي. ويلش (بالإنجليزية: Claude E. Welch)‏ هو جراح أمريكي، ولد في 14 مارس 1906 في ستاتون في الولايات المتحدة، وتوفي في 9 مارس 1996.